# متلازمة باري رومبرج
متلازمة باري رومبرج (المعروفة أيضا باسم الضمور النصف وجهي التصاعدي) هي اختلال نادر غير قابل للعلاج يصيب الرأس والوجه ويتميز بضمور تصاعدي في العضلات الهيكلية التحت جلدية في نصف الوجه بصفة عامة. تحدث بشكل أكبر في الإناث وتظهر بشكل محدد بين عمر 5 و 15 عاما. تتسبب الحالة أيضا في أعراض عصبية تتضمن تشنجات وألم شديد في الوجه.

## مسار المرض
متلازمة باري رومبرج هي اختلال نادر يتميز بالتحلل التصاعدي البطيء (ضمور) نسيج الرخوة لنصف الوجه (ضمور نصف وجهي). قد يحدث لبعض الأشخاص تغيرات مميزة في العينين والشعر وتشوهات عصبية تتضمن نوبات من الاضطرابات الكهربية المخية الخارجة عن السيطرة (تشنجات). ونوبات من الألم الشديد في الأنسجة التي يتم تزويدها بالعصب القحفي الخامس بما في ذلك الفم والخدود والأنف و/أو باقي أنسجة الوجه. تظهر الأعراض والعلامات البدنية المصاحبة لمتلازمة باري رومبرج أثناء العقد الأول أو بداية العقد الثاني من الحياة. في حالات نادرة يظهر الاضطراب عند الولادة. يعاني معظم الأفراد المصابين بمتلازمة باري رومبرج من الأعراض قبل سن 20 عامًا.
في الأشخاص المصابين، تصيب التغيرات الوجهية الابتدائية الأنسجة الموجودة فوق الفك العلوي أو بين الأنف والركن العلوي من الشفاه (الطية الأنفية الشفوية(وتتصاعد لتصيب زاوية الفم والمناطق الموجودة حول العين والحاجب والأذن و/أو العنق. قد يحدث تلف الخلايا التصاعدي على أي من جانبي الوجه. في بعض الحالات النادرة قد يكون الضمور على الجانبين. قد يظهر انكماش وضمور في الأنسجة الموجودة أسفل الجلد وطبقة الدهون الموجودة أسفل الجلد والغضاريف والعضلات والعظام الموجودة تحتها في الأماكن المصابة.
بالإضافة إلى ذلك، قد يصبح الجلد المغطي للمناطق المصابة مصبوغا بصبغة داكنة وفي بعض الأحيان قد تظهر مناطق عالية التصبغ مع مناطق خالية من التصبغ (البهاق). يعاني العديد من المرضى أيضا من ضمور نصف الشفة العلوية واللسان بالإضافة إلى التعرض غير الطبيعي لجذور بعض الأسنان على الجانب المصاب وتأخرها في النشوء أو تلف تلك الجذور. قد تبدأ أعراض متلازمة باري رومبرج في أي سن. قد يتوقف الضمور الوجهي بشكل مفاجيء أو يتصاعد ببطء ثم يصبح ثابتا. إذا أصبح الضمور ثابتا فقد يُعاد تنشيطه في وقت لاحق من العمر. في حالات أخرى، قد يتزايد الضمور بشكل غير محدد. في بعض الحالات، قد تظهر اضطرابات في الشعر في المنطقة المصابة ويتضمن ذلك بياض الشعر بالإضافة إلى ظهور بقع بيضاء غير طبيعية على فروة الرأس مع تساقط الجفون والجزء المتوسط من الحواجب.
بالإضافة إلى ذلك قد يعاني بعض الأشخاص المصابين بمتلازمة باري رومبرج من اضطرابات عصبية مصاحبة. من ضمنها صداع شديد يستمر لفترات طويلة من الوقت وقد يكون مُصاحبا باختلالات بصرية وغثيان وتقيوء وألم وجهي و/ أو نوبات من الاضطرابات الكهربية المخية الغير خاضعة للتحكم (تشنجات) تتميز عادة بتقلصات سريعة من مجموعة من العضلات سرعان ماتنتشر إلى العضلات المجاورة. يتنوع مدى وشدة الأعراض والعلامات المصاحبة من حالة إلى أخرى. في معظم الحالات يبدو أن متلازمة باري رومبرج تحدث بشكل عشوائي لأسباب غير معروفة.

## التسمية
تأتي هذه التسمية من باري (1825) وهينوخ ومورتيز هينريخ رومبيرج [1] (1795 – 1873) والذين كانوا أول من وصف المرض.
.

## وصلات خارجية
- Progressive hemifacial atrophy; Parry-Romberg syndrome في معاهد الصحة الوطنية الأمريكية للأمراض النادرة